# 王基笑
王基笑（1930年—2006年12月5日），中华人民共和国作曲家、教育工作者，中国共产党党员。

## 生平
王基笑在遼寧丹東出生，祖籍山東青島，1947年參加部隊，在文藝工作團樂隊演奏樂器，1950年入中國共產黨，同年開始學習作曲和指揮藝術，1955年從中國人民解放軍轉業，在河南省做音樂創作工作。1988年獲評一級作曲的正高級職稱。
1991年得到中華人民共和國國務院特殊貢獻專家證書和津貼。
2000年與趙國安到台灣創作豫劇《中國公主杜蘭朵》（王海玲主演）的音樂，是第1作曲。曾任中國戲曲學院客座教授。
2006年在瀋陽養病時過世。

## 作品
他的作品相當多，很有影響。
他是豫劇電影《朝陽溝》（1963年）的第1作曲和樂隊指揮。
著有《豫劇唱腔音樂概論》、《朝陽溝好地方——豫劇唱腔116首解析》等書。

## 家庭
于麗芳是他的愛人。